# Convento de São João (Müstair)
O Convento de São João (nome completo: Convento  de Saint-Jean-des-Soeurs) é um convento beneditino em Müstair, na Suíça, que está classificado como Património Mundial pela UNESCO desde 1983 por ser um exemplo da arte carolíngia particularmente bem conservado.

## História
Pensa-se que foi fundado em 780 pelo bispo de Coira, possivelmente por ordem de Carlos Magno. Tendo sido fundado como mosteiro de frades, tornou-se um convento de freiras em 1167.
Está situado no colo do vale de Müstair, nos Alpes, que tem ligação com a Itália, pelo que foi fortificado para defender a passagem.

## Pinturas
Durante a restauração feita no século XX, foram encontrados frescos de 1160, Os outros datam do reinado de Carlos Magno. A UNESCO reconheceu esta facto declarando estes frescos como: «a maior série de pintura figurativa mural da Suíça, pintada por volta de ano 800, conjuntamente com frescos e estuques da arte românica».